# 錦太郎
錦太郎（きんたろう）は、熊本県球磨郡錦町のPRマスコットキャラクターである。
頭には同町の特産物である梨、桃、茶の葉を乗せ、九州山地と球磨川を髪の毛で表現している。
また、剣豪 丸目長惠（まるめながよし）が晩年を過ごした地ということで剣道着と竹刀を装着している。

## プロフィール
- 名前：錦太郎（きんたろう）
- 出身：錦町
- 身長：伸びたり縮んだり
- 体重：重くなったり軽くなったり
- ウエスト：太い
- 視力：あまり良くない
- 最高速度：時速4km
- 性別：男の子
- 年齢：不詳
- 性格：がんばりやさん
- 特技：剣道

## キャラクター誕生
2009年に錦町のイメージアップ、PRの促進のため町民に親しまれ、特産品パッケージ等に利用できるキャラクターを全国から募集した。
その結果992件の応募があり、3次選考では町民投票が行われた。
投票後、名称を募集し2010年11月7日に誕生したのがこの錦太郎である。
キャラクターの頭部には同町の特産品である梨、桃、茶の葉が飾られており、九州山地と球磨川を髪の毛で表現している。
加えて剣豪「丸目長惠（まるめながよし）」をイメージして剣道着を着用している。
また選考には「ゆるキャラの部」と「萌えキャラの部」があり、錦太郎はゆるキャラとして選出された。萌えキャラはにしきのももりんである。
名前の由来は「金太郎」であり、たくましく強い町にという思いから「金太郎」の金を置きかえ「錦太郎」と命名された。
さらに「ちょっと短い竹刀」を持ち、武器を携帯するゆるキャラである。

## 歴史

### 2010年
- 4月28日 - 全国公募の結果、錦町のPRキャラクターとして選出。
- 9月3日 - 錦町商工会により街路灯の看板に使用される。
- 10月17日 - 錦町町民体育祭に参加。
- 11月7日 - 錦町ふるさと祭りに参加。正式な発表が行われる。
- 11月12日 - 錦町立錦中学校の「錦学祭」に参加。
- 11月21日 - 人吉大橋にて「大綱引き大会」に参加。

### 2011年
- 2月1日 - 人吉駅にて「人吉球磨ひな祭り」のオープニングに参加。
- 2月2日 - 錦町商工会の運営する「植木市」に参加。
- 3月4日 - 錦町ボランティア連協と「ボランティアフェスティバル」に参加。
- 3月10日 - スポーツパレスにて「くまモンキャラバンin人吉」に参加。
- 3月17日 - 「くま川軽トラックさんぽ市」に参加。
- 4月1日 - 温泉物産館にて「3周年記念感謝イベント」に参加。
- 4月6日 - 「春の全国交通安全運動出発式」に参加。
- 5月4日 - お城祭りに参加。
- 5月23日 - 全日本エージシューターマスターズゴルフ大会にて「ゴルフ大会セレモニー」に参加。
- 8月25日 - あさぎり町にて「あさぎり町球磨川マラソン大会」に参加。
- 9月7日 - 人吉球磨消防組合と「救急フェア2012」に参加。
- 10月23日 - 石野公園にて「石野公園祭り」に参加。
- 10月27日 - 錦音楽祭実行委員会と「錦町音楽祭」に参加。
- 11月10日 - 「消防署啓発活動」に参加。
- 11月23日 - 青年団と「錦町文化祭」に参加。
- 11月29日  -東京球磨故郷会と「第5回東京球磨ひとよし故郷会」に参加。

### 2013年
- 2月2日 - 錦町商工会と「植木市」に参加。
- 2月7日 - スマイルフェスタ実行委員会と「スマイルフェスタ」に参加。
- 2月23日 - 梅園にて「人吉梅祭り」に参加。
- 3月8日 - 錦勤労者体育館にて「錦町ボランティアフェスティバル」に参加。
- 3月13日 - 球磨郡五木村にて「五木村バンジージャンプ2013 プレジャンプ」に参加。
- 3月26日 - 球磨郡五木村にて「五木村バンジージャンプ」に参加。
- 3月29日 - 温泉物産館にて「人吉温泉物産館5周年記念感謝イベント」に参加。
- 4月13日 - 福島保育園を訪問。
- 4月21日 - ひとよし応援隊と「くりの高原ランニング大会」に参加。
- 4月27日 - 「SL人吉運行開始5周年記念出発式」に参加。
- 5月25日 - ひとよし音楽隊と「ツクシイバラ ランニング大会」に参加。
- 6月1日 - あさひヶ丘を訪問。